# Maren Dammann
Maren Dammann (* 23. Februar 1983 in Wermelskirchen) ist eine deutsche Wissenschaftlerin und Autorin.

## Leben
Nach ihrer Auswanderung nach Australien schloss Dammann 2008 an der University of Southern Queensland ihr Umweltmanagementstudium mit einem Bachelor of Science ab, gefolgt von einem Master of Science und einem Graduate Certificate in Räumlicher Statistik (Spatial Science). Von der Gründung 2008 bis zum Exit 2021 führte sie gemeinsam mit ihrem Mann Christian Dammann das Sprachdienstleistungsunternehmen XINE Communication in Brisbane, Australien.
Von 2016 bis 2021 forschte sie im Bereich der Prozessoptimierung durch Offshore-Outsourcing und veröffentlichte 2021 ihre Doktorarbeit an der University of Southern Queensland.
In ihrer Jugend arbeitete Dammann etwa zehn Jahre als freiberufliche Journalistin. Später sammelte sie erst als Selfpublisherin Erfahrungen mit Kinder- und Jugendbüchern. Seit 2017 veröffentlicht sie bei Verlagen und wird durch die Literaturagentur Litmedia vertreten.

## Werke (Auswahl)
- Marwani: Mitten ins Herz. Thienemann-Esslinger Verlag, 2019, ISBN 978-3-522-50621-2.
- Marwani: Přímo do srdce. Cpress, 2020, ISBN 978-80-264-3847-2
- unter dem Pseudonym Josefine Meyer: Das Echo der Traumzeit. Tinte & Feder, 2020, ISBN 978-2-496-70175-3.[1][6]
- Amaris: Mit dem Wind um die Wette. Thienemann-Esslinger Verlag, 2020, ISBN 978-3-522-50687-8.
- Amaris - S větrem o závod. Cpress, 2021. ISBN 978-80-264-4001-7
- unter dem Pseudonym Lea Lobrecht: Im Land der wilden Pfoten. HarperCollins, 2022, ISBN 3749902348.[6]
- Ich bin Flocke: Zu viel Talent, zu wenig Möhren! Ueberreuter Verlag, 2022, ISBN 978-3764152079.
- Ich bin Flocke: Zu viel Talent, zu wenig Möhren!, Hörbuch, Ueberreuter audio Verlag, 2022.[7]
- unter dem Pseudonym Marieke Hansen: Seehundsommer. Lübbe, 2022, ISBN 978-3404187836.[6][8]
- unter dem Pseudonym Marieke Hansen: Seehundsommer. LübbeAUDIO, 2022.[9]
- Lektorin meines Lebens, Kurzgeschichte im Urlaubslesebuch 2022. dtv Verlagsgesellschaft mbH & Co. KG, 2022. ISBN 3423219939
- Ich bin Flocke: Alle Hufe voll zu tun! Ueberreuter Verlag, 2023, ISBN 978-3-7641-5245-1.
- unter dem Pseudonym Marieke Hansen: Friesenfrische. Lübbe, 2023, ISBN 978-3-404-18954-0.
- Wiener Melange, Kurzgeschichte in Nächstes Jahr schenken wir uns nichts – Weihnachtsgeschichten. dtv Verlagsgesellschaft mbH & Co. KG, 2023. ISBN 978-3423218894
- unter dem Pseudonym Marieke Hansen: Krabbenglück. Lübbe, 2024, ISBN 978-3-404-19327-1
- unter dem Pseudonym Josefine Meyer: Ein Sommer in Pine Hill. Montlake, 2024, ISBN 978-2496716405